# スノー・ライオン

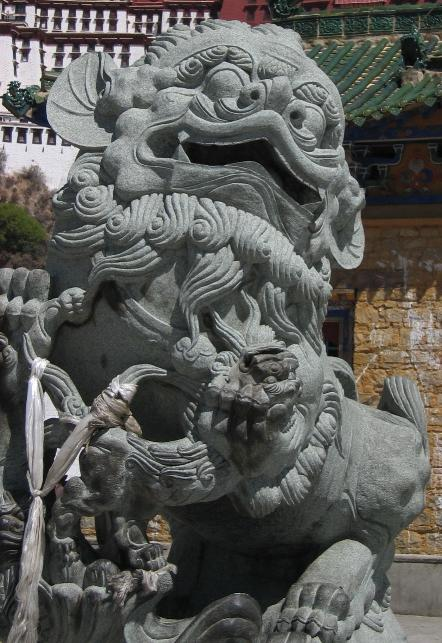
ポタラ宮の入口を守護するスノーライオン

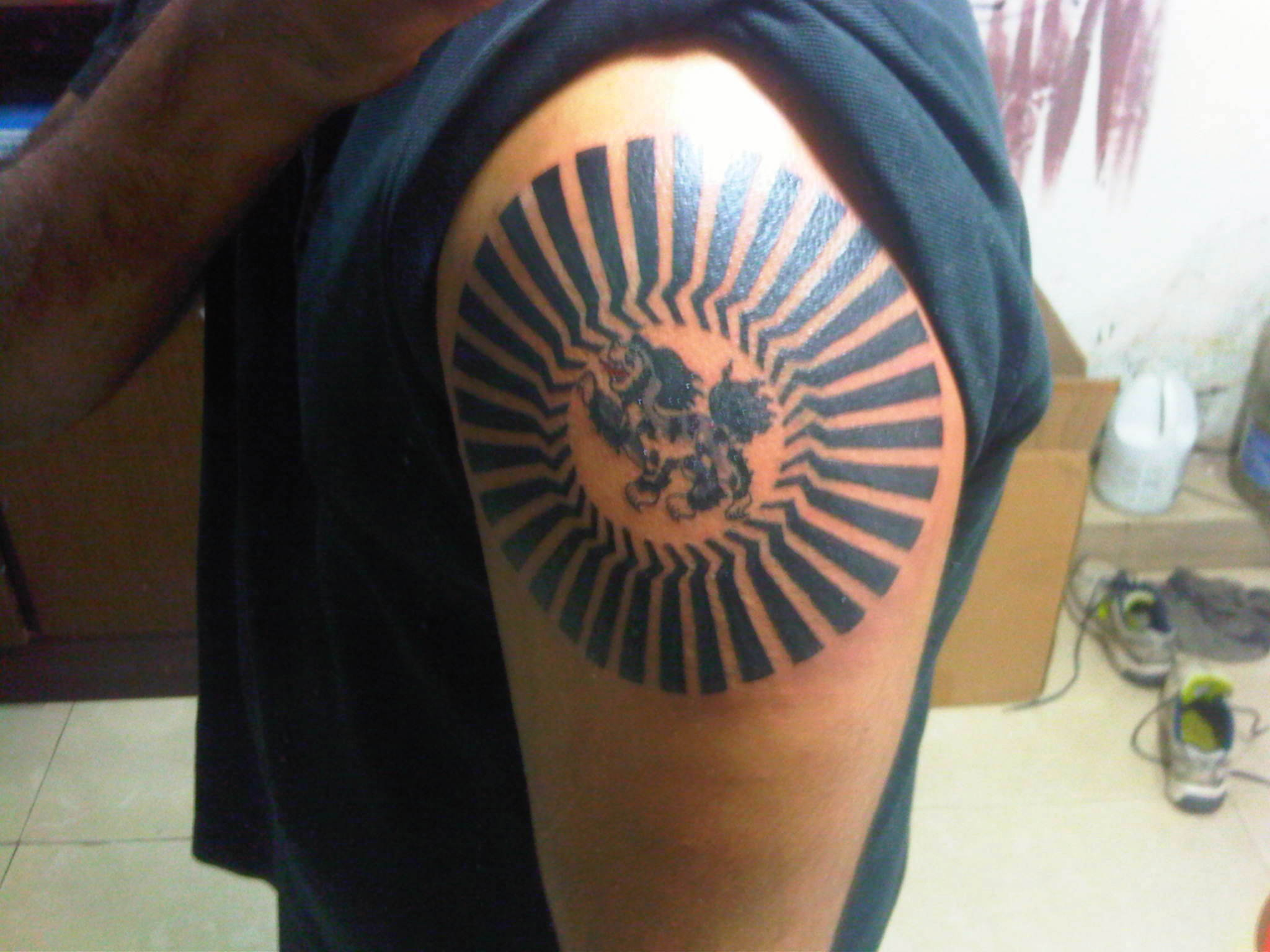
スノーライオンのタトゥー

スノー・ライオン (英語: Snow Lion) (チベット文字：གངས་སེང་གེ་; ワイリー方式：gangs seng ge; 中国語: 瑞獅; 拼音: ruìshī、雪獅子とも表記される) はチベット仏教に登場する神聖な動物である。スノーライオンは大胆不敵、無条件の明朗さ、東や北を示すシンボルとして使用される。スノーライオンは山から山へと飛び移り、一般にトルコ石のような青いたてがみを持った白い姿で描かれることが多い。

## チベットの国章としてのスノーライオン
1909年から1959年まで、チベットでは1頭もしくは2頭の対になったスノーライオンを国章として使用しており、硬貨、郵便切手、紙幣、国旗などにも使用されていた。

チベットの軍旗、1912年から1950年まで使用された。この軍旗はダライ・ラマ13世によって1912年に制定された。2頭のスノーライオンが左右に並ぶ形をしており、チベット亡命政府により現在も使用されているが、中華人民共和国内では使用は禁止されている。

## スノーライオンの乳
チベットの民話では、スノーライオンのメスの乳 (チベット語: Gangs Sengemo) は体を癒す特別な成分を含み、心身の調和を取り戻す働きをするとされている。聖なる本草にはスノーライオンの乳のエッセンスが含まれていると信じられている。この乳はダルマ (法)やその高潔さを象徴化する際にも使用され、ミラレパはダルマを彼から購入しようとした男に以下のように答えたとされている。

"私は雪の中に1頭で佇むスノーライオンであり、
真髄となる蜜のような乳を有する。 
金の器なくして、
私は普通の容器に乳を注ぐことはしない。" 

## 仏教美術におけるスノーライオン

チベットの国章に描かれているスノーライオン

エジプトからギリシア、ローマ帝国、ペルシア、インドなど多くの古代の文化において、ライオンは神聖さや王者のシンボルとして使用されてきた。仏教においてスノーライオンはブッダの守護者であり、ブッダの座を支持する様子が多くの絵画や彫刻に見られる（仏座の左右に1頭ずつ配置されているものが一般的である）。 スノーライオンの体は白く、たてがみや尻尾、眉は青もしくは緑で描かれていることが多い。仏教美術に見られるスノーライオンのほとんどは中性であるが、明らかにオスを意図して描かれたもの、メスを意図して描かれたものも存在する。左右に対照的に1頭ずつ描かれる場合、オスは左に、メスは右に描かれる。彫刻においては、スノーライオンは打ち出し技法で製作し、鍍金や塗装を施すことが多い。

## 咆哮
スノーライオンの咆哮は「空」(サンスクリット: Śūnyatā)、勇気、真実の音を具現化しているため、ブッダの教えを表す法と同義であるとして扱われ、カルマからの解放、菩提への呼び声を意味する。その咆哮は力強く、1回の咆哮で7頭の龍が空から落ちるとされている。

## チベットの狛犬
ラサ・アプソは絵画に描かれるスノーライオンと似ているため、チベットの狛犬と呼ばれている。しかし、狛犬がスノーライオンに似た品種であったのか、絵画のスノーライオンが実際に存在するラサ・アプソに影響を受けて描かれたのかは不明である。

## 吉兆
スノーライオンは元型となる想念の集合体であり、「喜び」や「至福」（サンスクリット: アーナンダ (ananda)、チベット語: dga）といった原初の感情が擬体化したものである。西洋のユニコーンと比較していくらか力強さがあるが、ツノは有さない。逆説的であるが、スノーライオンは空を飛ばないがその足は決して地上に触れることはない。その存在は山の峰から峰へと跳躍する陽気な「連続体」 (チベット語: rgyud) である。スノーライオンの力強さ (知恵もしくは性力) は吉祥喜旋の兆しであるとされる。吉祥喜旋はゾクチェンの教義すべてを教うる道具であり、三身 (法身・報身・応身)を体現するものである。吉祥喜旋は法輪を表すチベット仏教の八吉祥の一つとなっている。